# Wassa Akropong

Wassa Akropong (eller bara Akropong) är en ort i sydvästra Ghana. Den är huvudort för distriktet Wassa Amenfi East, och folkmängden uppgick till 5 750 invånare vid folkräkningen 2010.